# メーアブッシュ
メーアブッシュ（ドイツ語: Meerbusch）は、ドイツ連邦共和国の都市でノルトライン＝ヴェストファーレン州の州都であるデュッセルドルフに隣接する都市。人口はおよそ5万5000人。メアブッシュとも表記される。
デュッセルドルフ市は人口60万人程度で、日本企業の駐在員やその家族を含む日本人が5000人程在住しているが、そのデュッセルドルフ市の中央エリアまで電車で20分、車で15分程の距離に位置しながらもより落ち着いた雰囲気の小規模な街であるため、デュッセルドルフに通うおよそ900人弱の日本人が在住している。海外の都市における日本人比率はデュッセルドルフのそれを大きく上回り、世界3位である。
その日本人のほとんどはビューデリヒ（ドイツ語: Büderich）地区（人口約2万人）に在住しているため、その地区における日本人比率は4%強に及ぶ。
日本総菜カフェの”菜の花”、日本食レストラン”EAT TOKYO”のメアブッシュ店などの日本食店も存在する。
メーアブッシュ市は閑静な住宅街であるが、ドイツにおける1人当たり納税額が1位であることで知られるように裕福な住民が多く、豪邸が並ぶエリアも存在する。
住環境の良さとデュッセルドルフ市へ、デュッセルドルフ国際空港（車で10分）へのアクセスが良いことでバランスが取れていることが日本人駐在員や高所得者層に人気が高い理由と考えらえる。
日本の四條畷市と姉妹都市協定を結んでいる。